# Елена Валлортігара
Елена Валлортігара (21 вересня 1991 , Скіо, Венето ) — італійська легкоатлетка, що спеціалізується на стрибках у висоту, призерка чемпіонату світу.

## Кар'єра
| Рік                | Змагання                       | Місце проведення        | Місце              | Дисципліна         | Результат          | Примітки           |
| Представник Італія | Представник Італія             | Представник Італія      | Представник Італія | Представник Італія | Представник Італія | Представник Італія |
| ------------------ | ------------------------------ | ----------------------- | ------------------ | ------------------ | ------------------ | ------------------ |
| 2007               | Чемпіонат світу серед юнаків   | Острава, Чехія          | 3                  | стрибки у висоту   | 1.81 м             |                    |
| 2008               | Чемпіонат світу серед юніорів  | Бидгощ, Польща          | 30 (кв.)           | стрибки у висоту   | 1.65 м             |                    |
| 2009               | Чемпіонат Європи серед юніорів | Новий Сад, Сербія       | 4                  | стрибки у висоту   | 1.87 м             |                    |
| 2010               | Чемпіонат світу серед юніорів  | Монктон, Канада         | 3                  | стрибки у висоту   | 1.89 м             |                    |
| 2018               | Чемпіонат Європи               | Берлін, Німеччина       | 15 (кв.)           | стрибки у висоту   | 1.86 м             |                    |
| 2019               | Чемпіонат Європи в приміщенні  | Глазго, Велика Британія | 17 (кв.)           | стрибки у висоту   | 1.89 м             |                    |
| 2019               | Чемпіонат світу                | Доха, Катар             | 17 (кв.)           | стрибки у висоту   | 1.89 м             |                    |
| 2021               | Чемпіонат Європи в приміщенні  | Прага, Чехія            | 14 (кв.)           | стрибки у висоту   | 1.87 м             |                    |
| 2021               | Олімпійські ігри               | Токіо, Японія           | 16 (кв.)           | стрибки у висоту   | 1.93 м             |                    |
| 2022               | Чемпіонат світу в приміщенні   | Белград, Сербія         | 6                  | стрибки у висоту   | 1.92 м             |                    |
| 2022               | Чемпіонат світу                | Юджин, США              | 3                  | стрибки у висоту   | 2.00 м             | SB                 |